# 値ぶみカメラ
- 藤子不二雄（読切） > 藤子・F・不二雄（著作） > SF短編 > 一覧 > カメラシリーズ > 値ぶみカメラ
- 藤子不二雄 > 実写 > 藤子・F・不二雄のパラレル・スペース > 値ぶみカメラ

「値ぶみカメラ」（ねぶみカメラ）は、藤子不二雄の藤本弘（のちの藤子・F・不二雄）による読切SF漫画作品。小学館「ビッグコミック」1981年11月25日号に掲載された。
謎のカメラセールスマンが登場するカメラシリーズ作品の一つ。今回登場するカメラは「対象の値段」を4つのポイントで計る写真を出すことの出来る「値ぶみカメラ」。物の価値とは一体何であるかを描いた作品である。

## ストーリー
カメラマン志望で野鳥の写真を撮影している竹子は、親が経営する骨董品店の常連客で青年実業家の倉金から好かれている。潰れかけの骨董品店の娘にとって青年実業家との結婚は玉の輿であり、カメラマンの職を良く思っていない竹子の母は結婚を勧めているが、当の本人は乗り気ではない。この日も、倉金が骨董品店に現れると逃げるようにして家を出て行き、バード・ウォッチングに出かけた。竹子は恋人の貧乏なフリーカメラマン・宇達に倉金のことを話すが、宇達からそのことをからかわれてしまう。
竹子が帰宅すると、骨董品店に黒い服の男が珍しいカメラの売り込みに来ていたが、竹子の父に買取を断られる。竹子は珍しいカメラに興味を示し、男をこっそり家へと招き入れる。男が持ってきたのは4つのドットで被写体の価値を計る「値ぶみカメラ」であり、左上のドットは原材料費の「本価」、右上は「市価」（カメラの場合だと正札価格）、左下はこれから生み出す利益を計る「産価」が出ると説明する。しかし、4つ目の説明の前に現れた竹子の母に追い出されてしまった男は、慌てて逃げ帰ったために値ぶみカメラを竹子の部屋に忘れてしまう。
翌日、江戸前期の赤絵が骨董品店に持ち込まれる、竹子の父は買取に乗り気になるが、それをこっそり見ていた竹子は、値ぶみカメラで赤絵の市価をはかってみることにする。すると、赤絵は価値が全くない偽物であることが判明する。竹子は父にそのことを話すが、相手にされない。そこへ、竹子を音楽会に誘っていた倉金が迎えに現れ、赤絵が偽物であることを暴く。そのまま音楽会へ連れて行かれた竹子は、倉金にプロポーズをされて返事を求められる。
はっきりとした返事をしないため、強引な倉金に家に帰してもらえない竹子は、値ぶみカメラで倉金の価値を計って見る。そこで表示された産価は、文句の付けようのない大きな額であった。そこへ宇達が現れ、倉金と竹子の取り合いを始める。竹子は宇達の価値も計ってみるが、産価は倉金とは比べものにならない低額であった。そこにまたカメラセールスマンの男が現れる。値ぶみカメラの代金を請求するが、竹子に返されてしまった男は、4つ目のドットの説明を始める。一方で竹子は、倉金と宇達のどっちを選ぶかを迫られる。
結末
悩んだ末に竹子が選んだのは、青年実業家・倉持への玉の輿ではなく、貧乏カメラマン・宇達への真実の恋であった。
右下のドットは、被写体の自分にとっての価値を計る「自価」。男が押した竹子にとっての宇達の自価は、桁が大きすぎて表示しきれないほどの額であった。

## 登場人物
竹子
本作の主人公でカメラマン志望。主に野鳥の写真を撮影しており、某出版社から竹子が撮った野鳥の写真集が出る話がある。服装は、竹子の母曰く「男か女かも分からない格好」であり、そのことと女でカメラマンをしていることを母から諭されている。
竹子の母
竹子のカメラマンという職業に反対し、倉金との結婚を竹子に推している。横文字が覚えられず、バード・ウォッチングをバード・ウォッシングと、プロポーズを風呂坊主と間違えたりしている。性格は厳しいが、それ故に娘の竹子のことを思い、倉金との結婚を勧めているような描かれ方をされている。作中では名前は判明しないが、映像化作品では「直子」という名前がつけられている。
竹子の父
竹子の母の家に婿入りしたため、尻に敷かれている。義父（竹子の母方の祖父）が経営する骨董品店を継いでいるが、目利きの才能がなく、竹子の母に「婿養子にしたのは（父親の）大きな目利き違い」と言われるほどである。劇中でも、偽の赤絵を買わされそうになる。竹子の母とは反対に、竹子の職業に理解を示し、倉金との結婚についても懐疑的な助言をしている。作中では名前は判明しないが、映像化作品では「義雄」という名前がつけられている。
倉金
青年実業家。竹子を好いている。竹子曰く、毛並みも実力も言うことなしで、機転も利かせ竹子の父を救っているが、自信家で強引な面がある。値ぶみカメラによれば、産価（この場合は生涯の稼ぎとなる）は32億円にも及ぶ。終盤、竹子にプロポーズをし、返事を求める間に現れた宇達と竹子を争うことになる。
宇達
フリーカメラマン。名前の通り、「うだつ」があがらない。
カメラのセールスマン
黒服のカメラ販売員。その正体は『懐古の客』で明かされる。

## 映像化作品
2008年、WOWOWのミッドナイト☆ドラマ『藤子・F・不二雄のパラレル・スペース』で実写映像化された。主演は長澤まさみ、監督は箭内道彦。
監督の意図により、原作そのままの映像化として演出され、キャラの表情やポーズに配置などほとんどが原作に忠実に再現された。

### 出演者と配役
- 長澤まさみ - 竹子
- ケイン・コスギ - 倉金
- 諏訪雅 - 宇達
- 嶋田久作 - 客
- BOSE - ヨドバ氏
- 安齋肇 - 義雄
- 渡辺えり - 直子

### スタッフ
- 監督: 箭内道彦
- 脚本: 三浦有為子